# Miracoli (singolo)
Miracoli è un singolo della cantautrice italiana Cristina Donà, pubblicato il 17 dicembre 2010 come primo estratto dal settimo album in studio Torno a casa a piedi.
Del brano esiste anche una versione country disponibile esclusivamente su iTunes.

## Video musicale
Il videoclip è stato pubblicato il 27 gennaio 2011 sul canale Vevo-YouTube della cantante e mostra Cristina Donà con il suo gruppo in concerto in un teatro.